# 橘慶一郎
橘 慶一郎（たちばな けいいちろう、1961年〈昭和36年〉1月23日 - ）は、日本の政治家、実業家。自由民主党所属の衆議院議員（6期）、内閣官房副長官。
富山県高岡市長（2期）、総務大臣政務官（第2次安倍内閣）、復興副大臣（第3次安倍第2次改造内閣、第4次安倍改造内閣）、衆議院文部科学委員長 、自由民主党国会対策副委員長、自由民主党総務部会長などを歴任した。
父は衆議院議員や富山県議会議員を務めた橘康太郎。

## 来歴
富山県高岡市生まれ。高岡市立守山小学校（現高岡市立万葉小学校）、高岡市立志貴野中学校、富山県立高岡高等学校、東京大学法学部第2類（公法コース）卒業。アニメ映画プロデューサーで元ポケモン代表取締役の鶴宏明は中学・高校の同級生。1984年、北海道開発庁に入庁。在職中にイギリスに留学し、1989年6月にケンブリッジ大学大学院修士課程を修了。
父・橘康太郎の衆議院議員当選により、1993年に退官。父が代表取締役社長を務めていた伏木海陸運送に入社し、同社代表取締役副社長に就任。1995年より同社代表取締役社長。
2004年、高岡市長選挙に無所属で立候補。元富山県議会議員の向井英二も公明党の推薦及び民主党の支持を受けて立候補を表明し、保守分裂の様相を呈したが、橘が約1万票差で向井を破り、初当選した。2005年10月30日、高岡市・福岡町の合併により市長を自動失職し、新たに発足する高岡市の市長選に自民・公明・民主3党の推薦を受けて立候補。橘以外に立候補を届け出た者がいなかったため、無投票で高岡市長に当選した。高岡市長在任中は前述の市町村合併や、高岡市総合斎場の建設等を推進した。
2009年4月、自民党富山県連幹部からの要請を受け、第45回衆議院議員総選挙に富山3区から出馬する意向を表明しし同年6月に高岡市長を辞職した、この時長女は中学1年生で次女は小学4年生だった。富山3区では、橘の母校である富山県立高岡高等学校の先輩にあたる無所属の野党統一候補・相本芳彦（元北日本放送アナウンサー）の優勢が伝えられていたが、相本やみんなの党が推薦する元富山県議会議員の柴田巧らを破り、当選した。
2012年の第46回衆議院議員総選挙では富山3区で7割超の票を獲得し、再選。選挙後に発足した第2次安倍内閣で総務大臣政務官に任命される。
2014年の第47回衆議院議員総選挙で3選。
2015年10月、自民党総務部会長に起用される。
2016年8月、第3次安倍第2次改造内閣で復興副大臣に就任。
2017年の第48回衆議院議員総選挙で4選。
2018年10月、第4次安倍改造内閣で復興副大臣（総括業務、地震・津波災害からの復興、「復興五輪」の推進、宮城復興局に関する事項を担当）に就任。
2019年10月、文部科学委員長に就任。
2020年10月6日、自民党総務部会長に再び就任し、地方自治分野、情報通信分野、行政管理・評価、統計を担う。
2021年10月31日、第49回衆議院議員総選挙で5選。
2024年10月1日、石破内閣で内閣官房副長官に就任する。同年10月27日、第50回衆議院議員総選挙で6選。同年11月11日に発足した第2次石破内閣において官房副長官に留任。
2025年7月23日、第27回参議院議員通常選挙で富山選挙区の現職堂故茂が落選したことを受け自民党富山県連会長を引責辞任した。

## 政策・主張
- 日本国憲法の改正に賛成[19]。
- 集団的自衛権の行使を禁じた内閣法制局の憲法解釈の見直しに賛成[19]。
- 日本の核武装について「将来にわたって検討すべきでない」としている[19]。
- 女性宮家の創設に賛成[19]。
- 選択的夫婦別姓制度の導入について、「どちらとも言えない」としている[20]。一方、賛成[21]、とする調査もある。

## 所属団体・議員連盟
- 自民党たばこ議員連盟[22]
- 神道政治連盟国会議員懇談会[23]

## 年譜
- 1961年1月23日 - 富山県高岡市にて出生
- 1984年3月 - 東京大学法学部第2類（公法コース）卒業[1]
  - 4月 - 北海道開発庁に入庁
- 1991年4月 - 北海道開発庁企画室開発専門官
- 1993年9月 - 退官、伏木海陸運送代表取締役副社長
- 1995年9月 - 伏木海陸運送代表取締役社長
- 1997年4月 - 末広開発取締役
  - 6月 - 新港ビル代表取締役社長
- 1999年6月 - 北日本放送監査役
- 2001年6月 - 富山県経営者協会副会長
- 2003年3月 - 高岡商工会議所副会頭、
  - 5月 - 高岡ステーションビル社長
  - 6月 - 万葉線社長、新湊観光開発代表取締役社長、末広開発代表取締役副社長
- 2004年4月 - 伏木海陸運送代表取締役会長
  - 5月25日 - 高岡市長当選[24]
  - 6月 - 新港ビル取締役、新湊観光開発取締役、末広開発取締役相談役
- 2005年6月 - 万葉線会長
  - 11月20日 - 高岡市長再選
- 2009年6月19日 - 高岡市長を辞職、北日本放送監査役を退任
  - 8月30日 - 第45回衆議院議員総選挙に自由民主党公認で富山3区から出馬し、当選
- 2012年12月16日 - 第46回衆議院議員総選挙で再選
  - 12月26日 - 総務大臣政務官（第2次安倍内閣）
- 2014年12月14日 - 第47回衆議院議員総選挙で3選
- 2015年10月23日 - 自由民主党総務部会長
- 2016年8月5日 - 復興副大臣（第3次安倍第2次改造内閣）
- 2017年10月22日 - 第48回衆議院議員総選挙で4選
- 2019年10月4日 - 文部科学委員長に就任
- 2020年10月6日 - 自由民主党総務部会長
- 2021年10月31日 - 第49回衆議院議員総選挙で5選
- 2024年10月27日 - 第50回衆議院議員総選挙で6選

## 親族
- 父・橘康太郎 - 元衆議院議員・富山県議会議員
- 祖父・橘直治 - 元衆議院議員・参議院議員
- 曾祖父・橘林太郎 - 元守山村会議員・富山県会議員
- 高祖父・橘清治郎 - 元貴族院議員・守山村会議員
- 娘が二人[25]いて、長女には子供が二人がいる[26][27]。

## 選挙
| 当落 | 選挙                   | 執行日         | 年齢 | 選挙区      | 政党       | 得票数     | 得票率 | 定数 | 得票順位 /候補者数 | 政党内比例順位 /政党当選者数 |
| ---- | ---------------------- | -------------- | ---- | ----------- | ---------- | ---------- | ------ | ---- | ------------------ | ---------------------------- |
| 当   | 2004年旧高岡市長選挙   | 2004年5月23日  | 43   | ーー        | 無所属     | 5万5137票  | 54.96% | 1    | 1/2                | /                            |
| 当   | 2005年高岡市長選挙     | 2005年11月20日 | 44   | ーー        | 無所属     | ーー票     | ーー   | 1    | /1                 | /                            |
| 当   | 第45回衆議院議員総選挙 | 2009年08月30日 | 48   | 富山県第3区 | 自由民主党 | 13万4315票 | 45.87% | 1    | 1/4                | /                            |
| 当   | 第46回衆議院議員総選挙 | 2012年12月16日 | 51   | 富山県第3区 | 自由民主党 | 16万2891票 | 77.08% | 1    | 1/3                | /                            |
| 当   | 第47回衆議院議員総選挙 | 2014年12月14日 | 53   | 富山県第3区 | 自由民主党 | 13万8991票 | 81.23% | 1    | 1/2                | /                            |
| 当   | 第48回衆議院議員総選挙 | 2017年10月22日 | 56   | 富山県第3区 | 自由民主党 | 14万803票  | 63.87% | 1    | 1/3                | /                            |
| 当   | 第49回衆議院議員総選挙 | 2021年10月31日 | 60   | 富山県第3区 | 自由民主党 | 16万1818票 | 78.54% | 1    | 1/2                | /                            |
| 当   | 第50回衆議院議員総選挙 | 2024年10月27日 | 63   | 富山県第3区 | 自由民主党 | 13万1549票 | 66.61% | 1    | 1/3                | /                            |